# Požar (Delnice)
Pour les articles homonymes, voir Požar.
Požar est une localité de Croatie située dans la municipalité de Delnice, dans le comitat de Primorje-Gorski Kotar. En 2001, la localité comptait 17 habitants.

## Démographie
| 1948 | 1953 | 1961 | 1971 | 1981 | 1991 | 2001 |
| ---- | ---- | ---- | ---- | ---- | ---- | ---- |
| 107  | 104  | 94   | 56   | 53   | 23   | 17   |